# Божидар Делић
Божидар Делић (Петровац, 8. јануар 1956 — Москва, 23. август 2022) био је српски политичар, народни посланик, пензионисани генерал-мајор Војске Србије и Црне Горе, бивши потпредседник Народне скупштине Републике Србије (2007—2012), некадашњи члан Српске радикалне странке (2006—2008, 2011—2020) и Српске напредне странке (2008—2011). Учествовао је у рату у Хрватској (1991—1992), обављао дужност начелника штаба 715. моторизоване бригаде Војске Републике Српске у време рата у Босни и Херцеговини, био је командант 549. механизоване бригаде Војске Југославије (1995—1999) током рата на Косову и Метохији, а потом команданта Београдског корпуса.

## Биографија

### Порекло и образовање
Рођен је 8. јануара 1956. године у селу Петровац код Ђаковице на Косову и Метохији. Потиче из херцеговачке породице, а његов деда је у Првом светском рату био мобилисан у аустроугарску војску и одведен на Источни фронт, где се предао руској царској војсци и приступио Српској добровољачкој дивизији, која је потом пребачена на Солунски фронт. Због оваквог ратног ангажмана, стекао је услов да од државе добије земљу, па се тако са четири сина преселио из Билеће 1934. године на Косово и Метохију и са осталим српским досељеницима из Билеће, Љубиња, Требиња и Невесиња, основао село Петровац у околини Ђаковице. Селу су дали име у част краља Петра I Карађорђевића.
Прва четири разреда основне школе је похађао у родном селу, а друга четири разреда у Ђаковици. Војну академију Копнене војске је уписао у Београду, а завршио у Сарајеву 1977. године. По завршетку школовања је као пешадијски потпоручник распоређен у Билећу, на прву службу и тамо радио при некадашњем наставном центру за обуку резервних официра.

### Ратови у распаду Југославије
У време распада Југославије, као мајор долази на Дубровачко ратиште и ту остаје од 1991. до 1992. године. Ту је унапређен у чин потпуковника. Потом, уз сагласност претпостављене команде, одлази добровољно у Невесиње, на место начелника штаба Билећке бригаде Војске Републике Српске са којом, између осталог, учествује у одбрани завичаја својих предака.
Прекомандован је 1995. године на место команданта 549. моторизоване бригаде Војске Југославије, која се налазила у саставу Приштинског корпуса Треће армије. Командовао је бригадом за време рата на Косову и Метохији, односно током НАТО агресије 1999. године. У саставу његове бригаде, налазила се и група руских добровољаца, од којих су најпознатији Анатолиј Лебед и Алберт Андијев. По потписивању Кумановског споразума, Војска Југославије је морала да напусти Косово и Метохију, па је тако и генерал Делић повучен 14. јуна 1999. године. Са бригадом је једно време провео у Лесковцу, где је организована демобилизација добровољаца, резервиста и редова којима је истекао војни рок.

### Послератна војна каријера
Током петооктобарских демонстрација 2000. године, генерал Делић је био командант Београдског корпуса Војске Југославије. Јединице Београдског корпуса нису интервенисале у време демонстрација, али је Делић издао наређење за покретање тенкова као меру приправности, због чега је сматран за човека оданог Слободану Милошевићу.
Од 2002. до 2005. године се налазио на дужности у Оперативној управи Генералштаба Војске Југославије и Војске Србије и Црне Горе. Пензионисан је 2005. године.
Као сведок одбране, појавио се пред Хашким трибуналом у процесима против Слободана Милошевића и генерала Владимира Лазаревића.

### Политичка делатност
У Српску радикалну странку се учланио 2006. године и на парламентарним изборима 2007. године је изабран за народног посланика, а потом и потпредседника Народне скупштине Републике Србије. За народног посланика је поново изабран и на парламентарним изборима 2008. године и поново бива биран за потпредседника Народне скупштине. Био је члан скупштинских Одбора за безбедност и Одбора за Косово и Метохију.
Када је у септембру 2008. године, дошло до раскола у Српској радикалној странци, стао је на страну Томислава Николића и заједно са њим основао посланички клуб "Напред Србијо", а затим и Српску напредну странку. Остала је упамћена његова изјава коју је уз сузе дао новинарима, образлажући зашто напушта СРС:
Ја сам се родио као радикал и умрећу као радикал. Не ради се ту о идеолошком сукобу, нити о одустајању од изворних принципа СРС-а. Када бисте ме питали да ли бих сада дао живот за Шешеља, дао бих, и сада и увек. Али, ако треба да бирам између Шешеља и Србије, ипак бирам Србију.
У децембру 2010. године, изјавио је да постоје неспоразуми између њега и руководства Српске напредне странке. Да такви неспоразуми постоје, било је очигледно након Делићеве изјаве да генерала Ратка Младића не би испоручио Хашком трибуналу, чак ни када би био министар одбране, коментаришући тако једну изјаву председника СНС Томислава Николића. Крајем фебруара 2011. године, саопштио је да напушта Српску напредну странку и вратио се у чланство Српске радикалне странке. У странци је био члан Централне отаџбинске управе и као кандидат радикала поново је изабран за народног посланика 2016. године.
Након парламентарних избора 2020. године, када Српска радикална странка није прешла цензус, заједно са потпредседником странке Немањом Шаровићем је ушао у сукоб са председником Војиславом Шешељом, услед чега су искључени из чланства. Убрзо су основали "Покрет Љубав Вера Нада", чији је Шаровић председник, а Делић је био заменик председника. У јануару 2022. објављено је да је напустио покрет "Љубав вера нада" и основао покрет "Нема назад – иза је Србија" са којим је наступио на општим изборима у Србији 2022. у коалицији НАДА чији је био носилац изборне листе на парламентарним изборима.

## Унапређења у чинове
| Потпоручник | Потпуковник | Пуковник   | Генерал-мајор |
| ----------- | ----------- | ---------- | ------------- |
|             |             |            |               |
| 1977.       | 1991/1992.  | 1994/1995. | 1999.         |

## Приватни живот, болест и смрт
Био је ожењен и имао је три ћерке. Делићу је 2010. године откривен рак дебелог црева од којег је оперисан, међутим дошло је до неколико рецидива болести и био је 11 пута на операционом столу током дванаестогодишње борбе са опаком болешћу. Метастазе су се у наредних 12 година прошириле на остале органе (лимфне жлезде, јетру, плућа и панкреас). Након покушаја да се пребаци на лечење у Русији, болест је отишла предалеко и било је прекасно, а због Украјинске кризе дошло је до потешкоћа са путовањем и генерал Делић је преминуо у Москви после дуге и тешке болести 23. августа 2022. године у 66. години живота. Сахрањен је уз војне почасти 30. августа 2022. године на београдском гробљу Орловача. Опело је служио викарни епископ хвостански и новоизабрани епископ западноевропски Јустин уз садејство викарног епископа мохачког Дамаскина.